# Lista över norska filmer från 1960-talet
Detta är en lista över norska filmer från 1960-talet.

## 1960
- Aku-Aku – Påsköns hemlighet
- Venner
- Orient
- Veien tilbake
- Millionær for en aften
- Omringad
- Petter fra Ruskøy
- Det store varpet

## 1961
- Strandhugg
- I faresonen
- Oss atomforskere imellom
- Norges söner
- Vidunderhunden Bara
- Hans Nielsen Hauge
- Bussen
- Et øye på hver finger

## 1962
- Tonny
- Lykke og krone
- Stackars stora starka karlar
- Sønner av Norge kjøper bil
- Kalde spor
- Stompa & Co

## 1963
- Vildanden
- Freske fraspark
- Om Tilla
- Stompa, selvfølgelig!
- Episode
- Elskere

## 1964
- Operasjon Sjøsprøyt
- Alle tiders kupp
- Marenco
- Villmarken kaller
- Klokker i måneskinn
- Pappa tar gull
- Nydelige nelliker

## 1965
- De kalte ham Skarven
- Pike med hvit ball
- Hjelp – vi får leilighet!
- Med Kong Olav i orienten
- Equilibrum – Det er meg du skal elske
- To på topp
- Vaktpostene
- Klimaks
- Stompa forelsker seg
- Skjær i sjøen

## 1966
- Før frostnettene
- Broder Gabrielsen
- Skrift i sne
- Svält
- Hurra for Andersens!
- Afrikaneren
- Reisen til havet

## 1967
- Liv
- Musikanter
- Stompa til sjøs
- Det største spillet

## 1968
- Mannen som inte kunde le
- Lek
- Sus og Dus på by'n
- Smuglere
- Bare et liv – Historien om Fridtjof Nansen
- Hennes meget kongelige høyhet
- De ukjentes marked

## 1969
- An-Magritt
- Brent jord
- Dödsleken
- Olsenbanden och guldstatyetten
- Klabautermannen
- Psychedelica Blues